# Валя-Улієшулуй
Валя-Улієшулуй (рум. Valea Ulieșului) — село у повіті Муреш в Румунії. Входить до складу комуни Ричу.
Село розташоване на відстані 288 км на північний захід від Бухареста, 25 км на північний захід від Тиргу-Муреша, 58 км на схід від Клуж-Напоки.

## Населення
За даними перепису населення 2002 року у селі проживали 44 особи, усі — румуни. Усі жителі села рідною мовою назвали румунську.